# KsOd IIIb3
A KsOd IIIb{\displaystyle {}_{3}} osztályú mozdonyai tehervonati szerkocsis gőzmozdonyok voltak a Kassa–Oderbergi Vasút nál.
E sorozat mozdonyainak méretei kisebbek voltak a IIIb1, IIIb2 és IIIb4 sorozaténál és így a teljesítménye is kisebb volt. Különbözött még ezektől a sorozatoktól a vezérlés : ennek a sorozatnak Allan-Trick vezérlése volt.
A 23 mozdony 1873 és 1892 között a Sigl bécsújhelyi mozdonygyárában készült.
A KsOd 1924-i államosításakor valamennyi mozdony a sorozatból a Csehszlovák Államvasutakhoz (ČSD) került, ahol a 313.601–623 pályaszámokat kapták.

## Fordítás
- Ez a szócikk részben vagy egészben  a   KsOd IIIb3 című német Wikipédia-szócikk fordításán alapul.  Az eredeti cikk szerkesztőit annak laptörténete sorolja fel. Ez a jelzés csupán a megfogalmazás eredetét és a szerzői jogokat jelzi, nem szolgál a cikkben szereplő információk forrásmegjelöléseként.